# Uri Carsenty
Uri Carsenty född 1949, en israelisk astronom.
Minor Planet Center listar honom som U. Carsenty och som upptäckare av 1 asteroid.
Tillsammans med den svenske astronomen Claes-Ingvar Lagerkvist uptäckte han den periodiska kometen 308P/Lagerkvist-Carsenty
Tillsammans med den italienska astronomen Stefano Mottola upptäckte han asteroiden (202907) 1996 RH1.
Asteroiden 13333 Carsenty är uppkallad efter honom.